# Władysław Szpilman

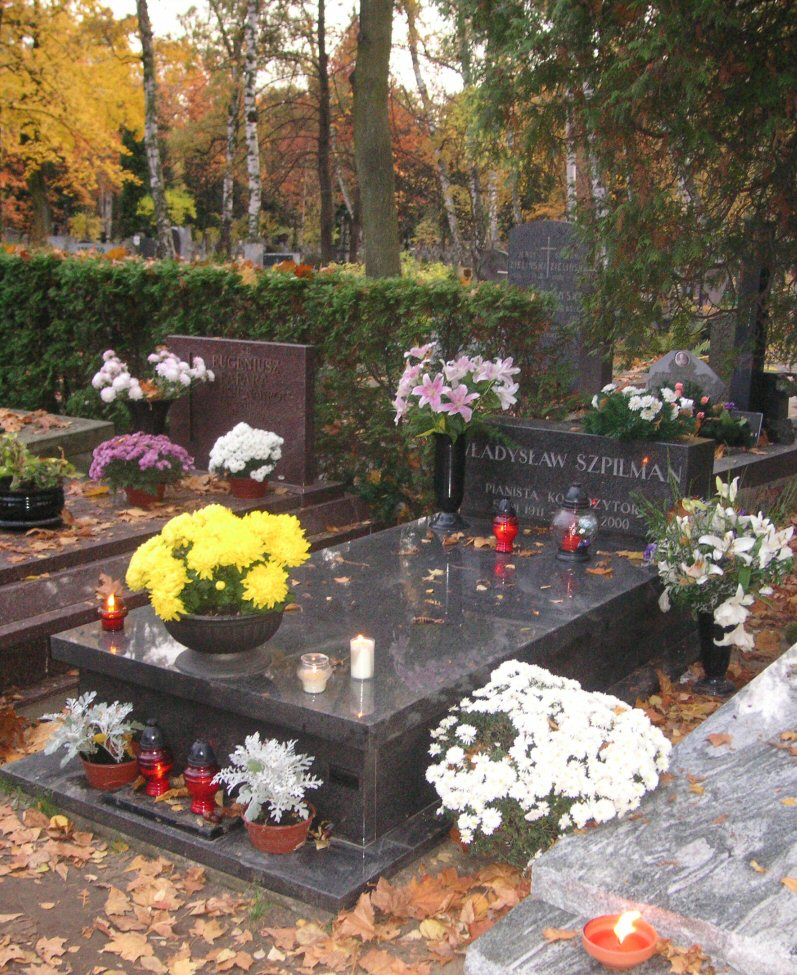
Władysław Szpilmans grav.

Władysław "Wladek" Szpilman, född 5 december 1911 i Sosnowiec, Kongresspolen, Ryska imperiet, död 6 juli 2000 i Warszawa, Polen, var en polsk-judisk pianist och kompositör.
Under sitt liv arbetade han som pianist främst vid Polens radio och undkom förintelsen av judar under Tysklands ockupation av Warszawa under andra världskriget 1939–1945. Han tvingades leva i Warszawas getto och lyckades senare att rymma därifrån och gömma sig utanför gettot till krigsslutet, med hjälp av den tyske arméofficeren Wilm Hosenfeld. Detta återgav han i sina dagboksanteckningar som finns samlade i boken Pianisten, som han skrev direkt efter kriget 1946, och som sedan vägrades en andra upplaga i Folkrepubliken Polen då den gav en sympatisk bild av en nazitysk militär, nämligen Hosenfeld (trots att han hade hjälpt Szpilman att överleva Förintelsen).
Först efter 52 år blev boken omtryckt 1998 och har filmatiserats av regissören Roman Polański 2002. Under sitt liv skrev han också filmmusik och omkring 300 sånger och gav mer än 2000 konserter över hela världen.

## Eftermäle
Asteroiden 9973 Szpilman är uppkallad efter honom.